# Allstedt
Allstedt è una città tedesca di 7 553 abitanti situata nel Land della Sassonia-Anhalt.

## Storia
Dal 1º gennaio 2010 ha incorporato come frazioni i comuni di Beyernaumburg, Emseloh, Holdenstedt, Liedersdorf, Mittelhausen,  Niederröblingen, Nienstedt, Pölsfeld, Sotterhausen e Wolferstedt ed il 1º settembre 2010 il comune di Winkel.